# 방글라데시 (음악 프로듀서)
숀드리 크로퍼드 (Shondrae Crawford, 1978년 2월 24일 ~ )는 흔히 방글라데시(Bangladesh)라고 불리는 미국의 음악 프로듀서, 힙합 가수이다. 그래미상 수상 경험이 있으며, 1998년부터 지금까지 활동하고 있다. 2000년 루다크리스의 What's Your Fantasy를 통해 처음 이름을 알린 후, 릴 웨인의 A Milli, 구치 메인의 Lemonade 등 성공적인 노래들을 프로듀싱 하였다.